# لي روجرز
لي روجرز (بالإنجليزية: Lee Rogers)‏ (8 أبريل 1967 ببرستل في المملكة المتحدة - ) هو لاعب كرة قدم بريطاني في مركز الدفاع. لعب مع نادي إكزتر سيتي ونادي بريستول سيتي ونادي يورك سيتي ونادي هيرفورد ونادي غلوستر سيتي.